# 박정범
박정범(1976년 ~ )은 대한민국의 배우이자 영화 감독이다.

## 학력
- 서울압구정초등학교
- 압구정중학교
- 현대고등학교
- 연세대학교 체육교육학과
- 동국대학교 영상대학원

## 작품 목록

### 영화
배우
- 《경관의 피》 (2022년)
- 《춘몽》 (2016년) - 정범 역
- 《오늘영화》 (2015년)
- 《산다》 (2015년) - 정철 역
- 《주리》 (2013년) - 정범 역
- 《일주일》 (2012년)
- 《무산일기》 (2011년) - 전승철 역
- 《125 전승철》 (2008년)
- 《사경을 헤매다》 (2001년)

감독
- 《땡중》 (2015년)
- 《산다》 (2015년)
- 《어떤 시선》 (2013년)
- 《일주일》 (2012년)
- 《무산일기》 (2011년)
- 《125 전승철》 (2008년)
- 《사경을 헤매다》 (2001년)

## 수상
- 2001년 제16회 부산아시아단편영화제 관객상
- 2001년 제16회 부산아시아단편영화제 동백대상
- 2008년 제7회 미쟝센 단편영화제 심사위원특별상
- 2008년 제34회 서울독립영화제 우수작품상
- 2008년 제7회 제주영화제 최우수 작품상
- 2010년 제10회 마라케시국제영화제 경쟁부문 그랑프리상
- 2010년 제15회 부산국제영화제 뉴 커런츠상
- 2010년 제15회 부산국제영화제 국제영화평론가 협회상
- 2011년 제12회 도쿄필름엑스영화제 심사위원특별상
- 2011년 제4회 파라티국제영화제 대상
- 2011년 제15회 토론토릴아시안국제영화제 신인감독상
- 2011년 제31회 한국영화평론가협회상 신인감독상
- 2011년 제20회 부일영화상 신인 감독상
- 2011년 제8회 예레반국제영화제 실버 아프리콧상
- 2011년 제47회 이탈리아 페사로 영화제 젊은심사위원상
- 2011년 제47회 이탈리아 페사로 영화제 대상
- 2011년 제5회 제르칼로 안드레이 타르코프스키 국제영화제 러시아비평가연맹상
- 2011년 제5회 제르칼로 안드레이 타르코프스키 국제영화제 대상
- 2011년 제54회 샌프란시스코 국제영화제 신인상
- 2011년 폴란드 오프플러스 카메라영화제 대상
- 2011년 제13회 도빌아시아영화제 심사위원상
- 2011년 제40회 로테르담 국제영화제 타이거상
- 2011년 제10회 트라이베카영화제 신인감독상
- 2011년 제40회 로테르담 국제영화제 국제비평가협회상
- 2014년 제25회 싱가포르국제영화제 특별언급상
- 2014년 제29회 마르 델 플라타 국제영화제 오브라 씨네 배급상
- 2014년 제29회 마르 델 플라타 국제영화제 남우주연상
- 2014년 제67회 로카르노 국제영화제 청년비평가상
- 2014년 제3회 모엣 라이징 스타 어워드 모엣 라이징 스타
- 2015년 제9회 아시아 태평양 스크린 어워드 심사위원특별상
- 2015년 제13회 피렌체 한국영화제 K-인디펜던트 심사위원 대상
- 2016년 제3회 들꽃영화상 대상